# Альбини, Франко
Фра́нко Альби́ни (итал. Franco Albini; 17 октября 1905, Роббьяте — 1 ноября 1977, Милан) — итальянский архитектор и дизайнер.

## Биография
Альбини родился в Роббьяте, недалеко от Милана, в 1929 году окончил Политехнический университет Милана. Постройки Альбини 1930-х годов отличаются лаконичной простотой деталей и чистотой линий. В 1960-х годах перешёл на позиции рационализма. Также Альбини занимался реставрацией и строительством музейных зданий: участвовал в работе по восстановлению дворцов эпохи Возрождения и построил новое здание музея Тезоро ди Сан-Лоренцо в Генуе.
В 2007 году правительство Италии официально объявило творчество Альбини национальной исторической ценностью и достоянием.